# Tara Cross-Battle
Tara Cross-Battle, née le 16 septembre 1968 à Houston, est une joueuse de volley-ball américaine.

## Carrière
Tara Cross-Battle participe aux Jeux olympiques de 1992 à Barcelone et remporte la médaille de bronze avec l'équipe américaine composée de Paula Weishoff, Yoko Zetterlund, Elaina Oden, Kimberley Oden, Teee Sanders, Caren Kemner, Ruth Lawanson, Tammy Liley, Janet Cobbs, Liane Sato et Lori Endicott.